# Thyretes
Thyretes là một chi bướm đêm trong họ Erebidae.

## Các loài
- Thyretes buettikeri Wiltshire, 1983
- Thyretes caffra Wallengren, 1863
- Thyretes cooremani Kiriakoff, 1953
- Thyretes hippotes Cramer, 1780
- Thyretes montana Boisduval, 1847
- Thyretes monteiroi Butler, 1876
- Thyretes negus Oberthür, 1878
- Thyretes signivenis Hering, 1937
- Thyretes trichaetiformis Zerny, 1912
- Thyretes ustjuzhanini Dubatolov, 2012